# Civo
Civo là một đô thị ở tỉnh Sondrio trong vùng Lombardia của Italia, có vị trí khoảng 60 Miles(95 km) về phía đông bắc của Milano và khoảng 15 Miles (24 km)về phía tây của Sondrio. Tại thời điểm ngày 31 tháng 12 năm 2004, đô thị này có dân số 1.052 người và diện tích là 25,2 km².
Civo giáp các đô thị: Ardenno, Dazio, Mello, Morbegno, Novate Mezzola, Traona, Val Masino.